# Шипохвіст прикрашений
Шипохвіст прикрашений (Uromastyx ornata) — представник роду Шипохвостів з родини Агамових.

## Опис
Загальна довжина сягає 37 см. Луска тулуба однорідна без збільшених шипуватих щитків. Невеликі шипики є тільки на верхній стороні стегон. Хвіст злегка сплощений з 20-23 поперечними кільцями щитків. Забарвлення мінливе і відрізняється у представників різних статей. У самців основний колір верху зелений, блакитний або червонуватий з темно-коричневими перекрученими лініями, які утворюють на сітчастий малюнок. Це доповнюється округлими жовтими плямами, часто розташованими поперечними рядками. Горло, боки шиї і основи кінцівок яскравого діамантово-зеленого кольору, черево з чорним малюнком на світлому фоні. Самки тьмяніші, по світло-коричневому фону спини поперечними рядками проходять плями як темнішого, цегляного, та й світлого, жовтого відтінку. Черево білувате.

## Спосіб життя
Полюбляє кам'янистій та щебнисті пустелі, дотримуючись гірських ділянок, виходів скель. Живуть поодинці або невеликими групами з одного самця та декількох самок. Риють нори до 1 м завглибшки. Активний вдень. харчується рослинною їжею та комахами. 
Це яйцекладна ящірка. Самиця відкладає до 16 яєць.

## Розповсюдження
Мешкає на заході Аравійського півострова, уздовж узбережжя Червоного моря та на Синайському півострові. 